# Législature d'État du Montana
Capitole de l'État du Montana, Helena
La législature d'État du Montana (en anglais Montana Legislature) est l'organe législatif du gouvernement de l'État du Montana. Parlement bicaméral, la législature est composée de la Chambre des représentants du Montana (100 représentants) et du Sénat du Montana (50 sénateurs). Elle se réunit dans le Capitole de l'État du Montana à Helena.

## Composition

### Élus
Depuis l'adoption de la constitution de 1972, la Chambre des représentants doit avoir entre 80 et 100 membres et le Sénat doit avoir entre 40 et 50 membres. Jusqu'à présent, le nombre maximal a toujours été retenu. Les représentants sont élus pour un mandat de deux ans tandis que les sénateurs sont élus pour quatre ans. Depuis 1992, les élus de la législature ne peuvent exercer plus de 8 ans de mandat sur une période de 16 ans.
Les circonscriptions pour le Sénat (Senate districts) se composent de deux circonscriptions pour la Chambre (House districts). Les circonscriptions sont redécoupées tous les dix ans pour tenir compte des évolutions démographiques.

### Équilibres partisans
Les élus sont répartis entre un parti majoritaire (majority party), un parti minoritaire (minority party) et éventuellement d'autres petits partis. Lorsqu'aucun parti ne dispose de la majorité des sièges, c'est le parti du gouverneur du Montana qui est désigné parti majoritaire.
Les républicains détiennent la majorité des deux chambres de la législature depuis 2011. En 2021, ils disposent de 67 sièges à la Chambre des représentants et de 31 sièges au Sénat.
Parti majoritaire au sein de chaque chambre de la législature depuis 1889

## Travail législatif
Les sessions régulières ont lieu toutes les années impaires et durent 90 jours de travail, à partir du premier lundi de janvier. Des sessions spéciales peuvent être appelées, par décision du gouverneur ou de la majorité des législateurs.
Chaque chambre doit approuver un texte avant que celui ne soit signé par le gouverneur. Ce dernier dispose d'un pouvoir de veto, dont la législature peut passer outre aux deux-tiers des voix.